# 말와 수바
말와 수바(مالوا صوبہ)는 1568년부터 1743년까지 존재했던 무굴 제국의 12수바(제국 속주) 중 하나로, 주도는 우자인이다. 말와 수바는 베라르, 칸데시, 아마드나가르 (데칸), 구자라트, 아즈메르, 아그라, 알라하바드 수바 뿐만 아니라 동쪽의 자치주 및 지류 지방과 국경을 공유했다.

## 역사
말와는 일찍이 독립적인 술탄국이었다. 술탄국의 마지막 통치자인 바즈 바하두르는 패배했고, 수도인 만두는 우즈베크인 압둘라 칸이 이끄는 무굴 황제 악바르의 군대에 의해 1562년에 정복되었다. 그는 첫 번째 수바다르(지사)로 임명되었다. 1564년에 그의 자리는 카라 바하두르 칸으로 교체되었으며, 1568년에 말와는 무굴 제국의 수바가 되었다. 마지막 수바다르 중 한 명은 사와이 자이 싱으로 1714년부터 1717년, 1729년부터 30년, 그리고 1732년 9월 28일부터 1737년 8월 4일까지 세 번이나 말와의 수바다르를 역임했다. 말와에 대한 무굴의 통치는 1743년 마라타 제국의 페슈와 발라지 바지 라오가 말와의 나이브수바다리(Naib-subahdari, 부지사) 직함을 얻으면서 끝났다.

## 하위 행정 구역
말와 수바는 우자인, 찬데리, 라이젠, 가르하 만달라, 사랑푸르, 비자가르, 만두, 한디아, 난두르바르, 만드사우르, 가그론, 코트리-파라바의 12사르카르 (구)로 구성되어 있다. 이 사르카르들은 다시 301개의 파르가나로 나뉜다. 우자인은 말와 수바의 주도였다.
말와 수바의 사르카르(구)와 파르가나(테실)는 다음과 같다:
| 사르카르      | 파르가나 |
| ------------- | -------- |
| 우자인        | 10       |
| 라이센        | 32       |
| 가르하 만달라 | 57       |
| 찬데리        | 61       |
| 사랑푸르      | 24       |
| 비자가르      | 29       |
| 만두          | 16       |
| 한디아        | 23       |
| 난두르바르    | 7        |
| 만드사우르    | 17       |
| 가그론        | 12       |
| 코트리-피라와 | 10       |

## 말와 수바다르 (1561 – 1737)
| 무굴 제국의 말와 정복                                           |                   |
| 아드함 칸 코카                                                  | 1561              |
| 피르 무함마드 칸                                                | 1561              |
| 바즈 바하두르가 말와 술탄국 탈환                                |                   |
| 압둘라 칸 우즈베크                                              | 1562 – 1564       |
| 압둘라 칸 우즈베크가 반란을 일으킴. 악바르 황제가 말아를 탈환함 |                   |
| 무함마드 쿨리 칸 바르랄라스                                     | 1564 – 1566       |
| 시하브 웃딘 아흐메드 칸                                         | 1566년 – 1568년   |
| 쿠트브 웃딘 무하마드 칸                                         | 1568 – ?          |
| 무자파르 칸 투르바티                                            | 1573년? – ?       |
| 시하브 웃딘 아흐메드 칸                                         | 1574년? - 1577년? |
| 쿠트브 웃딘 무하마드 칸                                         | 1577년? – ?       |
| 미르자 아지즈 코카 칸에아잠                                     | 1578년? – 1590    |
| 아메드                                                          | 1590              |
| 술탄 무라드 미르자                                              | 1590 – 1594       |
| 미르자 샤룩                                                     | 1594 – 1600       |
| 술탄 다니얄 미르자                                              | 1600 – 1604       |
| 피르 칸 로디 칸 자한 2세                                        | 1627 – ?          |
| 압둘라 칸 피로즈 장                                             | 1657 – ?          |
| 무크티야르 칸                                                   | 1697 – 1701       |
| 아부 나스르 칸 샤이스타 칸 2세                                  | 1701년 – 1704년   |
| 술탄 비다르 바흐트                                              | 1704년 – 1706년   |
| 이클라스 칸 칸 에 알람                                          | 1706년 – 1707년   |
| 니자바트 칸                                                     | 1707              |
| 압둘라 칸                                                       | 1707              |
| 사와이 미르자 라자 자이 싱 2세                                  | 1714년 – 1717년   |
| 미르 카마르-우드-딘 칸, 니잠울물크                              | 1719년 – 1722년   |
| 기르다르 바하두르                                               | 1722년 – 1723년   |
| 아짐울라 칸                                                     | 1723년 – 1725년   |
| 기르다르 바하두르                                               | 1725년 – 1728년   |
| 사와이 미르자 라자 자이 싱 2세                                  | 1729년 – 1730년   |
| 무함마드 칸 방가 쉬 가잔파르 장                                 | 1730 – 1732       |
| 사와이 미르자 라자 자이 싱 2세                                  | 1732년 – 1737년   |
| 서기 1737년 바지라오 1세에 의해 마라타 제국에게 정복됨          |                   |

## 같이 보기
- 말와 술탄국
- 말와